# هيلين أبيلدسنس
هيلين أبيلدسنس (بالنرويجية البوكمول: Helene Abildsnes)‏ (مواليد 1998) حاملة لقب ملكة جمال نرويجية توجت بمسابقة ملكة جمال النرويج 2019 وحصلت على حق تمثيل النرويج في مسابقة ملكة جمال الكون 2019. لقد نجحت وتولت التاج من قبل ملكة جمال الكون النرويجية السابقة سوزان ناس غوتورم لعام 2018 في ختام المسابقة النهائية.

## روابط خارجية
- Official website
- هيلين أبيلدسنس على إنستغرام

| الجوائز و الإنجازات  | الجوائز و الإنجازات     | الجوائز و الإنجازات |
| -------------------- | ----------------------- | ------------------- |
| سبقه Susanne Guttorm | ملكة جمال النرويج ‏ 2019 | تبعه TBA            |